# Tankmonument (Stockem)

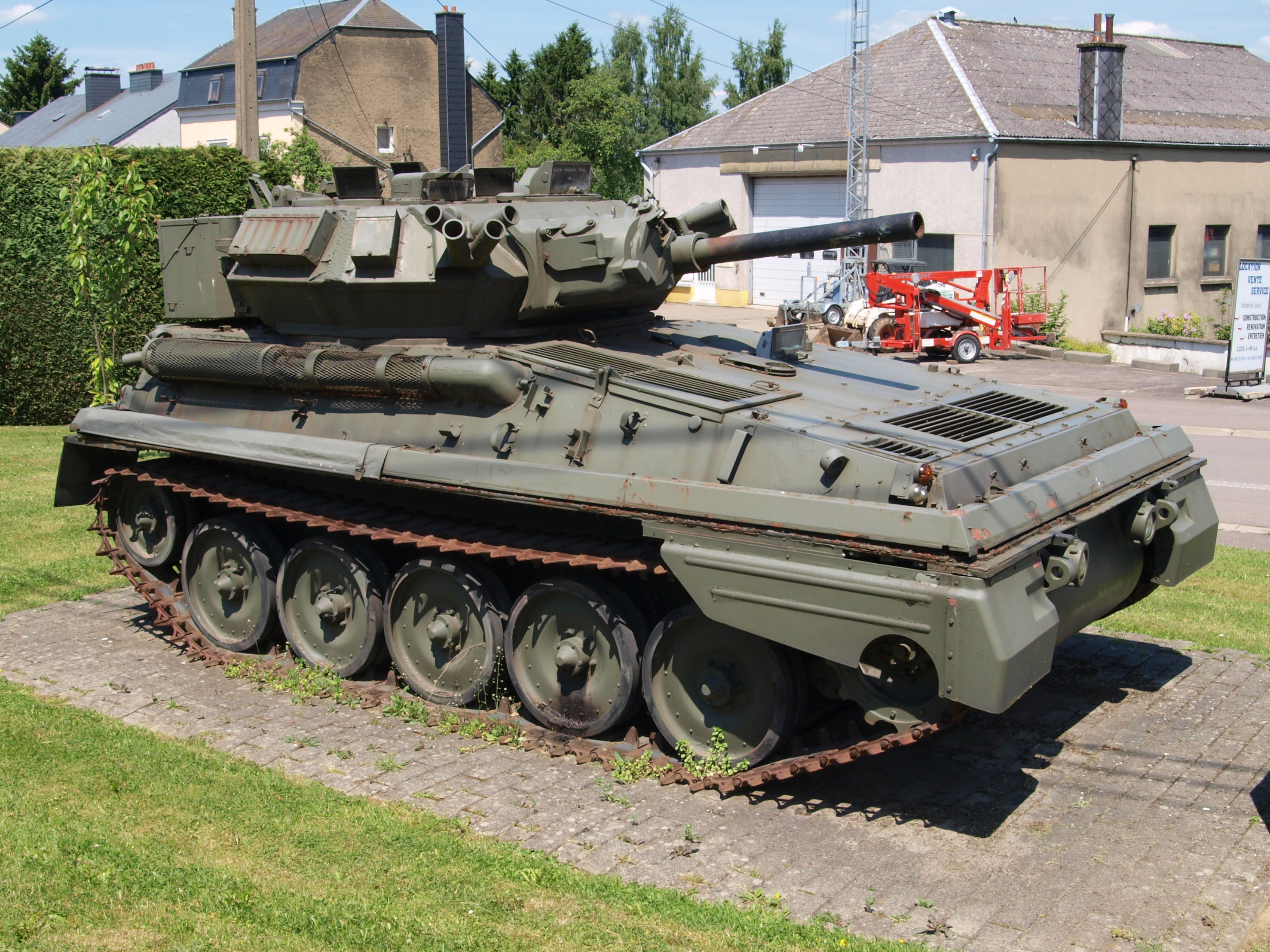

Het Tankmonument is een tankmonument in Stockem in de Belgische gemeente Aarlen. Dit monument staat aan de Route de Bouillon (N83) in het oosten van het dorp op de plaats waar de Rue des Tilleuls op deze weg uitkomt. De tank is van het type FV101 Scorpion.

## Geschiedenis
In 1994 werd het monument opgericht ter herinnering van de school, nadat het voertuig was aangeboden door de School voor Pantsertroepen en de groep CVR-T.